# بيتا سيرجيانت
بيتا سيرجيانت (بالإنجليزية: Peta Sergeant)‏ هي ممثلة أسترالية، ولدت في 1980 في ماليزيا.

## أعمال

### أفلام
- (2012) السماء الحديدية[4]

## وصلات خارجية
- بيتا سيرجيانت على موقع IMDb (الإنجليزية)
- بيتا سيرجيانت على موقع ميتاكريتيك (الإنجليزية)
- بيتا سيرجيانت على موقع روتن توميتوز (الإنجليزية)
- بيتا سيرجيانت على موقع قاعدة بيانات الأفلام العربية
- بيتا سيرجيانت على موقع ألو سيني (الفرنسية)
- بيتا سيرجيانت على موقع أول موفي (الإنجليزية)
- بيتا سيرجيانت على موقع قاعدة بيانات الأفلام السويدية (السويدية)
- بيتا سيرجيانت على موقع قاعدة بيانات الفيلم (الإنجليزية)
- بيتا سيرجيانت على موقع ليتربوكسد (الإنجليزية)
- بيتا سيرجيانت على موقع كينوبويسك (الروسية)